# San Lorenzo (San Marcos)
San Lorenzo (en honor a San Lorenzo mártir) es un municipio del departamento de San Marcos de la región sur-occidente de la República de Guatemala. En este municipio nació el general Justo Rufino Barrios, quien fue llamado «El Reformador» cuando triunfó la Revolución Liberal de 1871.
Tras la Independencia de Centroamérica en 1821, San Lorenzo fue parte del departamento Quezaltenango/Soconusco, y en 1838 pasó al Estado de Los Altos, el cual fue aprobado por el Congreso de la República Federal de Centro América en ese mismo año. En el nuevo estado hubo constantes revueltas campesinas y tensión con Guatemala, hasta que las hostilidades estallaron en 1840, y el general conservador mestizo Rafael Carrera recuperó la región para Guatemala.
Entre sus ciudadanos distinguidos se encuentra el expresidente Justo Rufino Barrios, quien gobernó a Guatemala de 1873 a 1885.

## Geografía física

### Clima
La cabecera municipal de San Lorenzo tiene clima templado (Köppen: Cwb).
| Parámetros climáticos promedio de San Lorenzo | Parámetros climáticos promedio de San Lorenzo | Parámetros climáticos promedio de San Lorenzo | Parámetros climáticos promedio de San Lorenzo | Parámetros climáticos promedio de San Lorenzo | Parámetros climáticos promedio de San Lorenzo | Parámetros climáticos promedio de San Lorenzo | Parámetros climáticos promedio de San Lorenzo | Parámetros climáticos promedio de San Lorenzo | Parámetros climáticos promedio de San Lorenzo | Parámetros climáticos promedio de San Lorenzo | Parámetros climáticos promedio de San Lorenzo | Parámetros climáticos promedio de San Lorenzo | Parámetros climáticos promedio de San Lorenzo |
| Mes                                           | Ene.                                          | Feb.                                          | Mar.                                          | Abr.                                          | May.                                          | Jun.                                          | Jul.                                          | Ago.                                          | Sep.                                          | Oct.                                          | Nov.                                          | Dic.                                          | Anual                                         |
| --------------------------------------------- | --------------------------------------------- | --------------------------------------------- | --------------------------------------------- | --------------------------------------------- | --------------------------------------------- | --------------------------------------------- | --------------------------------------------- | --------------------------------------------- | --------------------------------------------- | --------------------------------------------- | --------------------------------------------- | --------------------------------------------- | --------------------------------------------- |
| Temp. máx. media (°C)                         | 17.2                                          | 17.6                                          | 19.1                                          | 19.8                                          | 19.4                                          | 18.5                                          | 18.4                                          | 18.9                                          | 18.3                                          | 17.7                                          | 17.8                                          | 17.5                                          | 18.4                                          |
| Temp. media (°C)                              | 9.8                                           | 10.0                                          | 11.4                                          | 12.7                                          | 13.7                                          | 13.6                                          | 13.4                                          | 13.3                                          | 13.4                                          | 12.7                                          | 11.5                                          | 10.7                                          | 12.2                                          |
| Temp. mín. media (°C)                         | 2.4                                           | 2.5                                           | 3.8                                           | 5.7                                           | 8.0                                           | 8.7                                           | 8.5                                           | 7.7                                           | 8.5                                           | 7.7                                           | 5.2                                           | 4.0                                           | 6.1                                           |
| Precipitación total (mm)                      | 5                                             | 6                                             | 19                                            | 58                                            | 179                                           | 248                                           | 176                                           | 207                                           | 262                                           | 174                                           | 26                                            | 10                                            | 1370                                          |
| Fuente: Climate-Data.org                      |                                               |                                               |                                               |                                               |                                               |                                               |                                               |                                               |                                               |                                               |                                               |                                               |                                               |

### Ubicación geográfica
El municipio de San Lorenzo tiene una extensión territorial de 25 km² convirtiéndolo en uno de los más pequeños del departamento de San Marcos. El municipio de San Lorenzo se encuentra a una distancia de 23 km de la cabecera departamental San Marcos, y está rodeado por municipios de ese departamento.
Sus colindancias son:
- Norte: Comitancillo
- Oeste: Tejutla y San Marcos
- Este: Río Blanco
- Sur: San Antonio Sacatepéquez y San Pedro Sacatepéquez[9]

|                             | Norte: Comitancillo                                    |                  |
| Oeste: Tejutla y San Marcos |                                                        | Este: Río Blanco |
|                             | Sur: San Antonio Sacatepéquez y San Pedro Sacatepéquez |                  |

## Gobierno municipal
Los municipios se encuentran regulados en diversas leyes de la República, que establecen su forma de organización, lo relativo a la conformación de sus órganos administrativos y los tributos destinados para los mismos.  Aunque se trata de entidades autónomas, se encuentran sujetos a la legislación nacional y las principales leyes que los rigen desde 1985 son:
| N.º | Ley                                                | Descripción |
| --- | -------------------------------------------------- | --- |
| 1   | Constitución Política de la República de Guatemala | Tiene una regulación legal específica para los municipios en los artículos 253 al 262. |
| 2   | Ley Electoral y de Partidos Políticos              | Ley de carácter constitucional aplicable a los municipios en el tema de la conformación de sus autoridades electas. |
| 3   | Código Municipal                                   | Decreto 12-2002 del Congreso de la República de Guatemala. Tiene la categoría de ley ordinaria y contiene preceptos generales aplicables a todos los municipios, e inclusive contiene legislación referente a la creación de los municipios.             |
| 4   | Ley de Servicio Municipal                          | Decreto 1-87 del Congreso de la República de Guatemala. Regula las relaciones entra la municipalidad y los servidores públicos en materia laboral. Tiene su base constitucional en el artículo 262 de la constitución que ordena la emisión de la misma. |
| 5   | Ley General de Descentralización                   | Decreto 14-2002 del Congreso de la República de Guatemala. Regula el deber constitucional del Estado, y por ende del municipio, de promover y aplicar la descentralización y desconcentración económica y administrativa.                                |

El gobierno de los municipios está a cargo de un Concejo Municipal mientras que el código municipal —ley ordinaria que contiene disposiciones que se aplican a todos los municipios— establece que «el concejo municipal es el órgano colegiado superior de deliberación y de decisión de los asuntos municipales […] y tiene su sede en la circunscripción de la cabecera municipal»; el artículo 33 del mencionado código establece que «[le] corresponde con exclusividad al concejo municipal el ejercicio del gobierno del municipio».
El concejo municipal se integra con el alcalde, los síndicos y concejales, electos directamente por sufragio universal y secreto para un período de cuatro años, pudiendo ser reelectos.
Existen también las Alcaldías Auxiliares, los Comités Comunitarios de Desarrollo (COCODE), el Comité Municipal del Desarrollo (COMUDE), las asociaciones culturales y las comisiones de trabajo. Los alcaldes auxiliares son elegidos por las comunidades de acuerdo a sus principios y tradiciones, y se reúnen con el alcalde municipal el primer domingo de cada mes, mientras que los Comités Comunitarios de Desarrollo y el Comité Municipal de Desarrollo organizan y facilitan la participación de las comunidades priorizando necesidades y problemas.

## Historia
El poblado de San Lorenzo fue fundado entre finales del siglo xvii y principios del siglo xviii,. perteneciendo a Quetzaltenango. Durante el transcurso del tiempo, fue creciendo, y poblándose con nuevos habitantes descendientes del mestizaje de los indígenas que provenían de los municipios vecinos del departamento de San Marcos  y los españoles, procedentes de Écija del Valle de Écija.
El municipio fue elevado de categoría el 25 de mayo de 1812, cuando le fue otorgada una administración de gobierno. Fue integrado con un alcalde, un síndico y dos regidores.

### Tras la Independencia de Centroamérica
La constitución del Estado de Guatemala promulgada el 11 de octubre de 1825 —y no el 11 de abril de 1836, como numerosos historiadores han reportado incorrectamente — creó los distritos y sus circuitos correspondientes para la administración de justicia según el Código de Lívingston traducido al español por José Francisco Barrundia y Cepeda; San Lorenzo estuvo en el circuito Del Barrio que pertenecía al Distrito N.°10 (Quezaltenango), junto con San Marcos, San Pedro, San Antonio, Maclén, San Cristóbal Cucho, Izlamá, Coatepeque, Tejutla, San Pablo, Tajumulco, Santa Lucía Malacatán, San Miguel Ixtahuacán, Zipacapa y Comitancillo.

### El efímero Estado de Los Altos

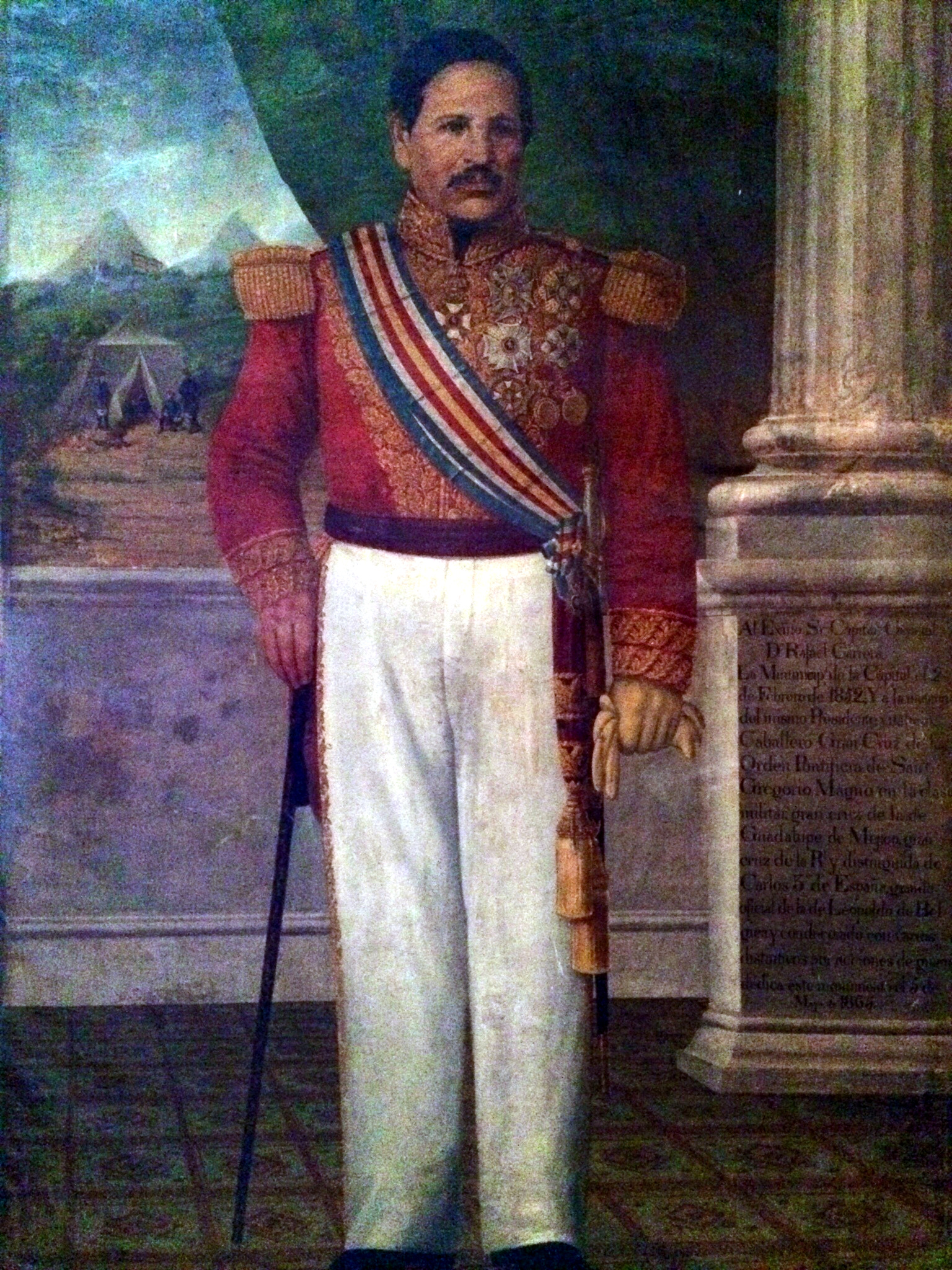
Retrato oficial del capitán general Rafael Carrera con la banda presidencial con los colores de la bandera de Guatemala instituida en 1858. En 1840 retomó por la fuerza el Estado de los Altos al que pertenecía San Lorenzo y derrotó al presidente de la República Federal de Centro América, el general hondureño Francisco Morazán.

A partir del 3 de abril de 1838, San Lorenzo fue parte de la región que formó el efímero Estado de Los Altos y que forzó a que el Estado de Guatemala se reorganizara en siete departamentos y dos distritos independientes el 12 de septiembre de 1839: 
- Departamentos: Chimaltenango, Chiquimula, Escuintla, Guatemala, Mita, Sacatepéquez, y Verapaz
- Distritos: Izabal y Petén[13]

La región occidental de la actual Guatemala había mostrado intenciones de obtener mayor autonomía con respecto a las autoridades de la ciudad de Guatemala desde la época colonial, pues los criollos de la localidad consideraban que los criollos capitalinos que tenían el monopolio comercial con España no les daban un trato justo.  Pero este intento de secesión fue aplastado por el general Rafael Carrera, quien reintegró al Estado de Los Altos al Estado de Guatemala en 1840 y luego venció contundentemente al presidente de la República Federal de Centro América, el general liberal hondureño Francisco Morazán en la Ciudad de Guatemala unos cuantos meses después.

## Ciudadanos distinguidos
- Justo Rufino Barrios: presidente de Guatemala de 1873 a 1885.[4]

## Turismo
El lugar histórico más representativo de San Lorenzo es la finca «Justo Rufino Barrios», ya que fue allí donde nació el expresidente y líder de la Reforma Liberal, Justo Rufino Barrios. El lugar es considerado como un monumento histórico para todos los liberales de Guatemala.